# Nicholls (Geòrgia)
Nicholls és una població del Comtat de Coffee a l'estat de Geòrgia (Estats Units d'Amèrica).

## Demografia
Segons el cens del 2000, Nicholls tenia 1.008 habitants, 406 habitatges, i 278 famílies. La densitat de població era de 249,5 habitants/km².
Dels 406 habitatges en un 31% hi vivien nens de menys de 18 anys, en un 42,4% hi vivien parelles casades, en un 21,7% dones solteres, i en un 31,3% no eren unitats familiars. En el 28,1% dels habitatges hi vivien persones soles el 15,5% de les quals corresponia a persones de 65 anys o més que vivien soles. El nombre mitjà de persones vivint en cada habitatge era de 2,48 i el nombre mitjà de persones que vivien en cada família era de 3,02.
Per edats la població es repartia de la següent manera: un 28,5% tenia menys de 18 anys, un 9,6% entre 18 i 24, un 26,7% entre 25 i 44, un 21,9% de 45 a 60 i un 13,3% 65 anys o més.
L'edat mediana era de 35 anys. Per cada 100 dones de 18 o més anys hi havia 81,6 homes.
La renda mediana per habitatge era de 21.750 $ i la renda mediana per família de 24.479 $. Els homes tenien una renda mediana de 23.990 $ mentre que les dones 18.750 $. La renda per capita de la població era de 10.592 $. Entorn del 24,5% de les famílies i el 30% de la població estaven per davall del llindar de pobresa.

## Poblacions properes
El següent diagrama mostra les poblacions més properes.